# Cávea

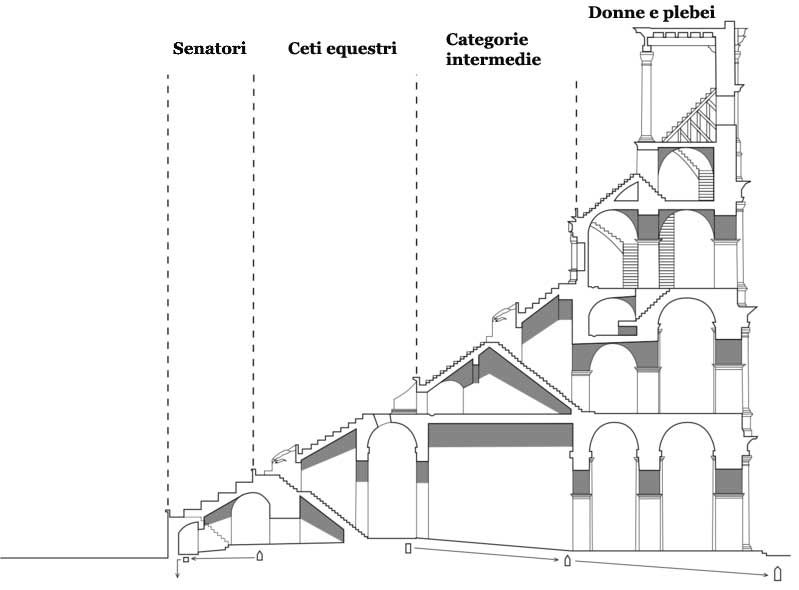
La división de la cávea del Coliseo en sectores y las diferentes personas que los ocupaban.

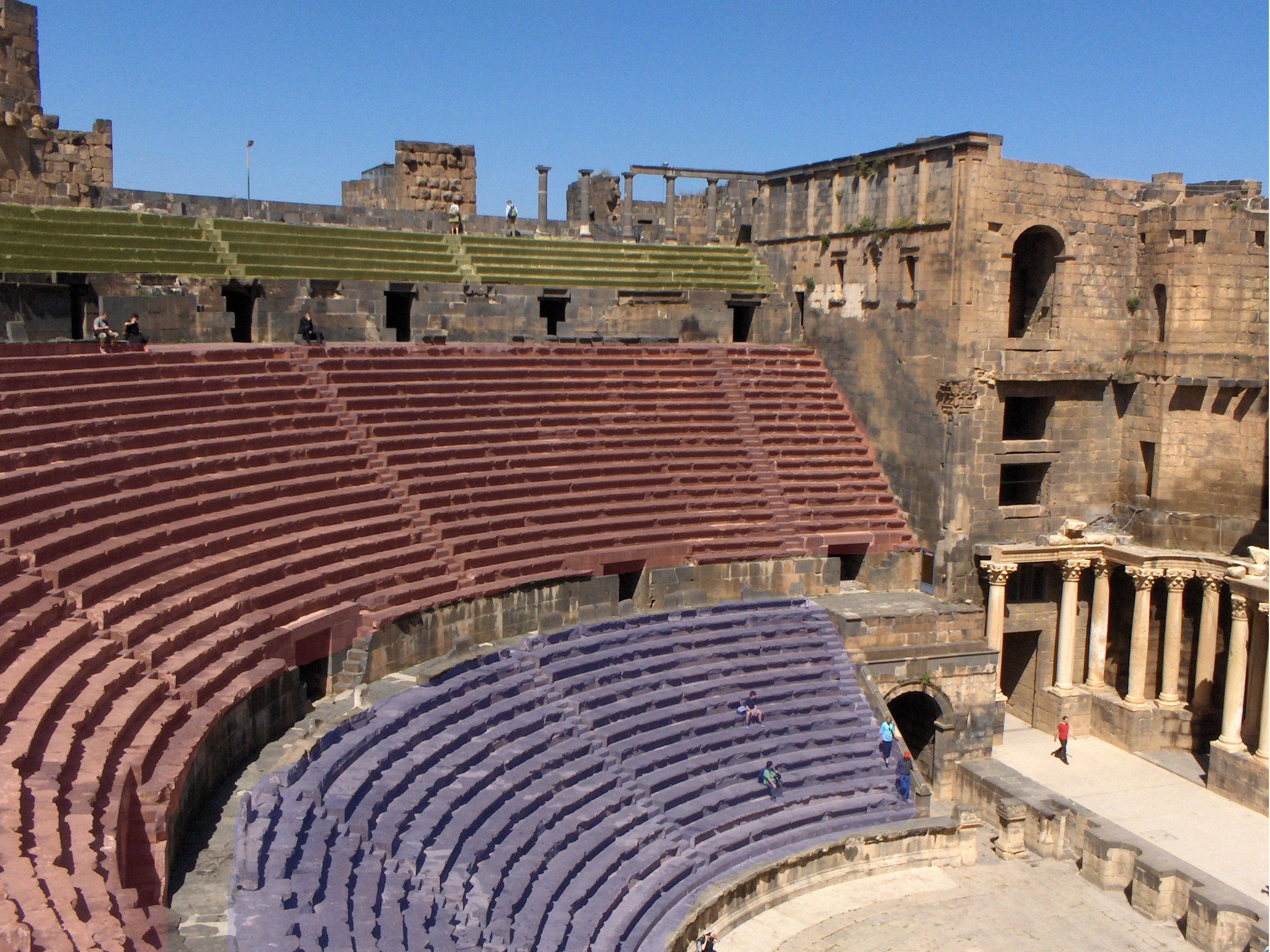
Las diferentes partes de la cavea del teatro romano de Bosra: ima cavea en azul, media cavea en rojo y summa cavea en amarillo.

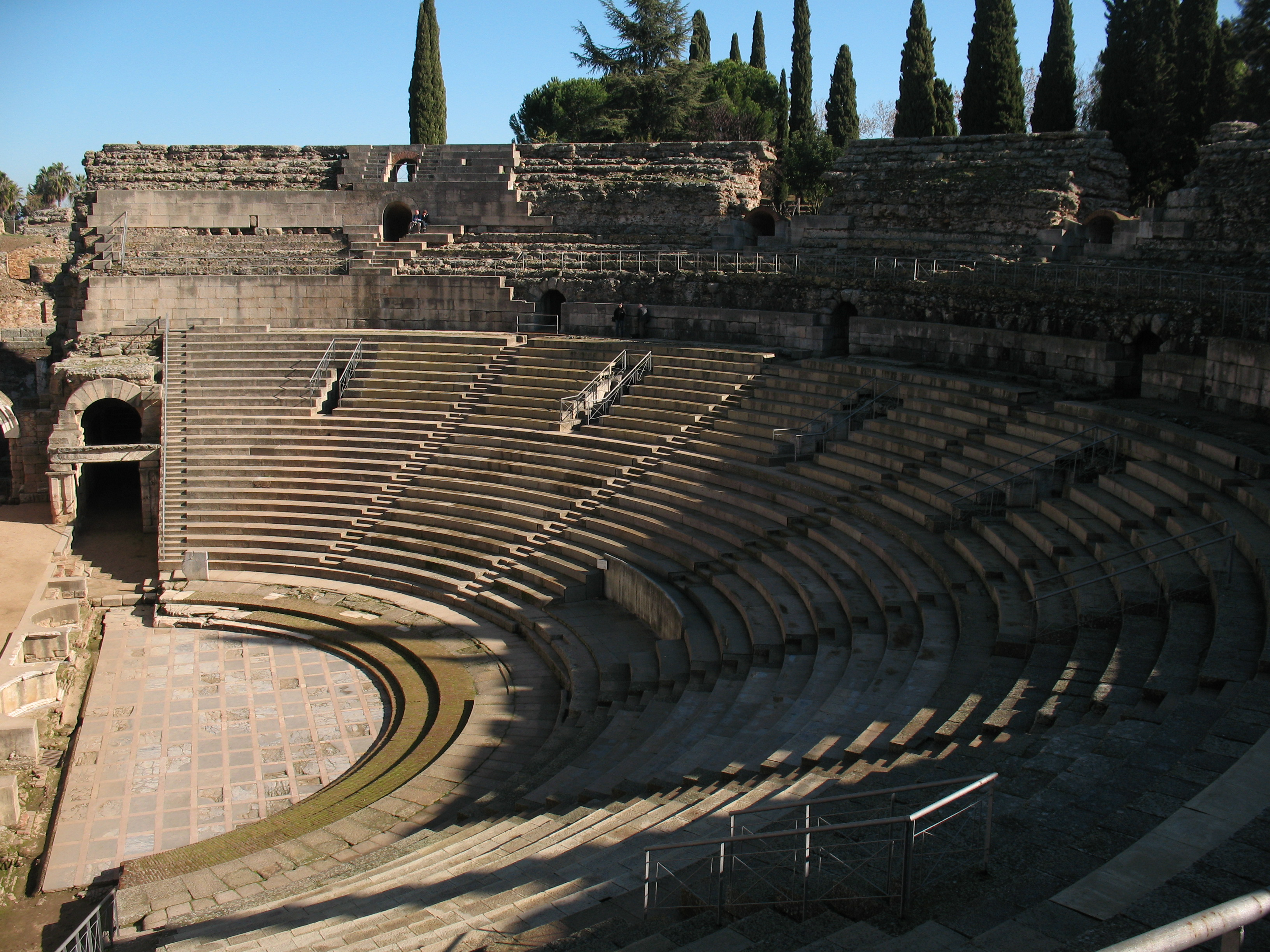
Cávea del teatro romano de Mérida.

En la Antigua Roma, la cávea (del latín cavĕa: cavidad, hueco), designa la parte de un teatro, anfiteatro o circo romano donde se encuentran las gradas sobre las cuales se sentaban los espectadores que asistían a las representaciones o espectáculos. Formada por graderíos ascendentes en forma de terrazas y distribuido, en los teatros mayores en diversos pisos y secciones.
Ocasionalmente, el término también se aplica a las gradas del circo romano.
Aunque, inicialmente, en los anfiteatros romanos era la palabra que servía para denominar los lugares en el subterráneo, donde se colocaban las jaulas de las fieras, pronto pasó a denominarse el espacio que ocupaba el público.
La cávea  está formada por el conjunto de hileras concéntricas de gradas que tanto pueden ser cortadas o sobrepuestas en la falda de una colina, como soportadas por arcadas construidas dentro de la estructura del edificio.
Según  fuera la importancia del edificio, las hileras de gradas podían estar divididas en sectores diferenciados.
Entre las gradas, sobre todo se distinguían tres partes:
- La ima cavea, también  llamada cavea prima, o primera fila: era el lugar destinado a los senadores  (en el caso del Coliseo), y a las personas más importantes de la ciudad (en los casos restantes) y los équites.
- La media cavea: el lugar que ocupaban las categorías intermedias.
- La summa cavea: destinada a la plebe, dentro de la cual estaba la cavea ultima o última fila.

Las gradas delanteras, a veces, estaban provistas de unos asientos más elaborados y cómodos para aposentar a los sacerdotes y autoridades y patricios de la ciudad, llamadas proedria.
Los accesos a las gradas se hacían por debajo, utilizando una red de galerías cubiertas llamadas vomitorios (vomitorium). Los accesos que comunican la cavea con el proscenio, recibía el nombre de versura.
La cavea se divide verticalmente en cuneis (plural del latín Cuneus, -i, "cuña"), en forma de cuña separados por las scalae o escaleras radiales.
En la arquitectura griega recibía el nombre de koilón.